# Kallima rumia
Kallima rumia är en fjärilsart som beskrevs av Doubleday 1849. Kallima rumia ingår i släktet Kallima och familjen praktfjärilar. Inga underarter finns listade i Catalogue of Life.